# 慕容庄
慕容庄（?—?），五胡十六国時代前燕人物，昌黎郡棘城县人。
慕容庄在前燕担任并州刺史，封東海王。370年九月，前秦尚書令王猛、鎮南将軍楊安、虎牙将軍張蚝攻打慕容庄镇守的晋陽。晋陽兵多粮足，前秦久攻未下。張蚝率壮士数百，開地道潜入城内。进入城内后張蚝大呼斩关，王猛、楊安攻入晋陽，慕容庄被俘。